# Preston Road (Metropolitano de Londres)
Preston Road é uma estação do Metrô de Londres em Preston Road, no borough londrino de Brent. Está na linha Metropolitan entre as estações Northwick Park e Wembley Park e está na Zona 4 do Travelcard. Atende a área local de Preston em Wembley e partes de Kenton.
É servida apenas por trens 'lentos' que servem todas as estações (trens rápidos e semirrápidos não param nas estações entre Wembley Park e Harrow-on-the-Hill).

## História
A Metropolitan Railway foi estendida de Willesden Green a Harrow em 2 de agosto de 1880, mas originalmente não havia estações entre Neasden e Harrow. Uma estação no lado leste da ponte Preston Road foi inaugurada em 21 de maio de 1908 e foi originalmente chamada de Preston Road Halt for Uxendon and Kenton; mais tarde foi renomeada como Preston Road. Durante 1931–32, foi realocada no lado oposto da ponte, e o trabalho foi realizado em duas etapas: a plataforma sul foi realocada em 22 de novembro de 1931, e a plataforma norte em 3 de janeiro de 1932.

## Decorações
As exibições de horticultura na plataforma ganharam muitos prêmios ao longo dos anos, mas caíram em desuso por alguns anos. Com a atual remodelação da estação as decorações florais foram entretanto reavivadas, proporcionando um toque de cor alegre e um ponto de interesse para entreter o passageiro na espera entre trens.

## Serviços
O serviço fora de pico em trens por hora (tph) é:
- 2tph sentido norte para Amersham (todas as estações)
- 2tph sentido norte para Chesham (todas as estações)
- 8tph sentido norte para Uxbridge (todas as estações)
- 4tph sentido norte para Watford (todas as estações)
- 4tph sentido sul para Baker Street (todas as estações)
- 12tph sentido sul para Aldgate via Baker Street (todas as estações)

O serviço de horário de pico em trens por hora (tph) é:
- 2tph sentido norte (somente pico da manhã) para Amersham (todas as estações)
- 2pth sentido norte (somente pico da manhã) para Chesham (todas as estações)
- 10tph sentido norte para Uxbridge (todas as estações)
- 4tph sentido sul para Baker Street (todas as estações)
- 12tph sentido sul para Aldgate via Baker Street (todas as estações)

Observe que durante os picos noturnos, os serviços para Amersham ou Chesham de Preston Road ou Northwick Park exigem uma mudança em Harrow-On-The-Hill.

## Conexões
As rotas 79, 204 e 223 dos ônibus de Londres atendem a estação.

## Galeria

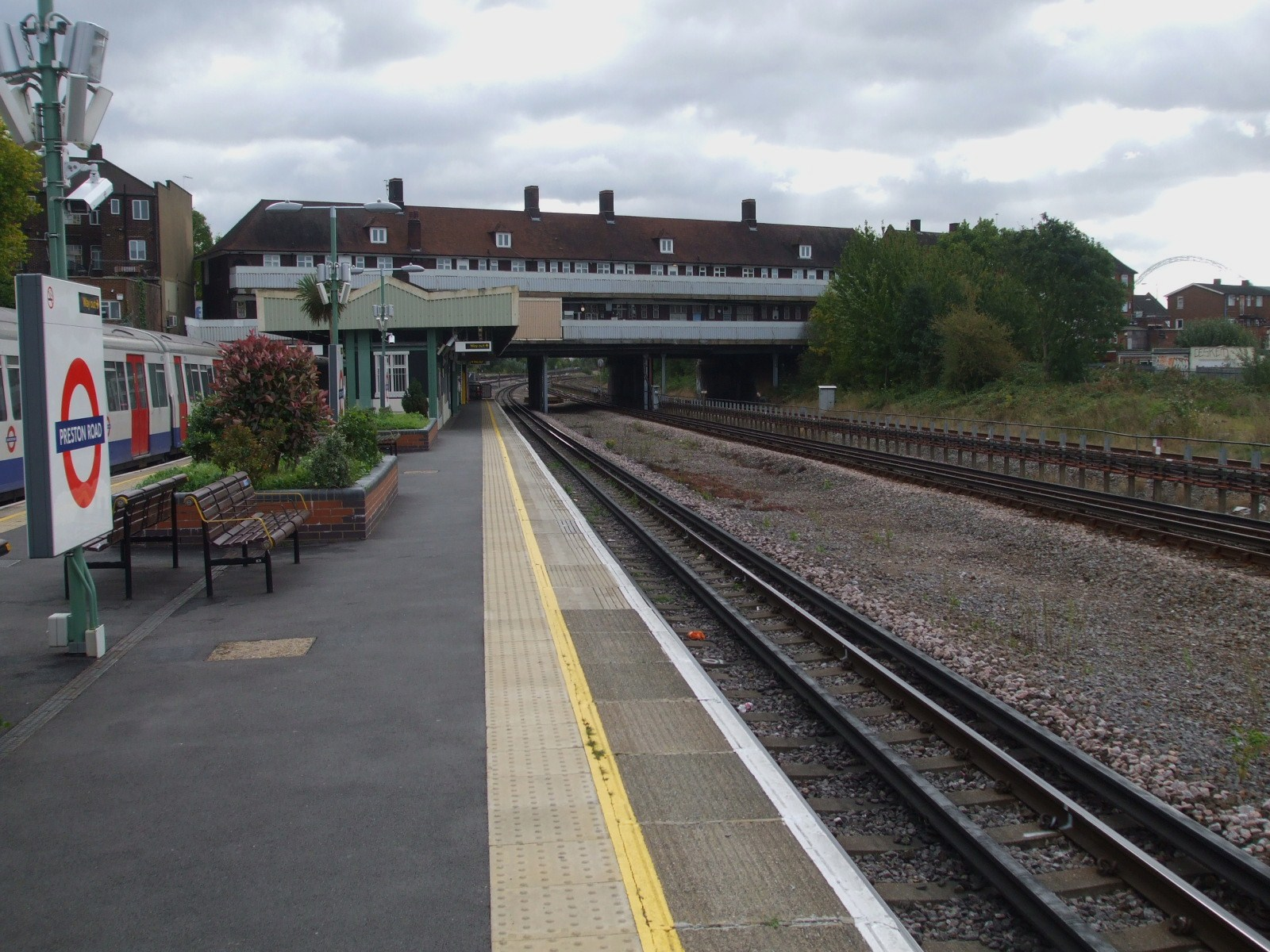
Plataforma no sentido norte voltada para o leste com um estoque A na plataforma no sentido sul. O arco do Estádio de Wembley é visível à direita ao fundo.
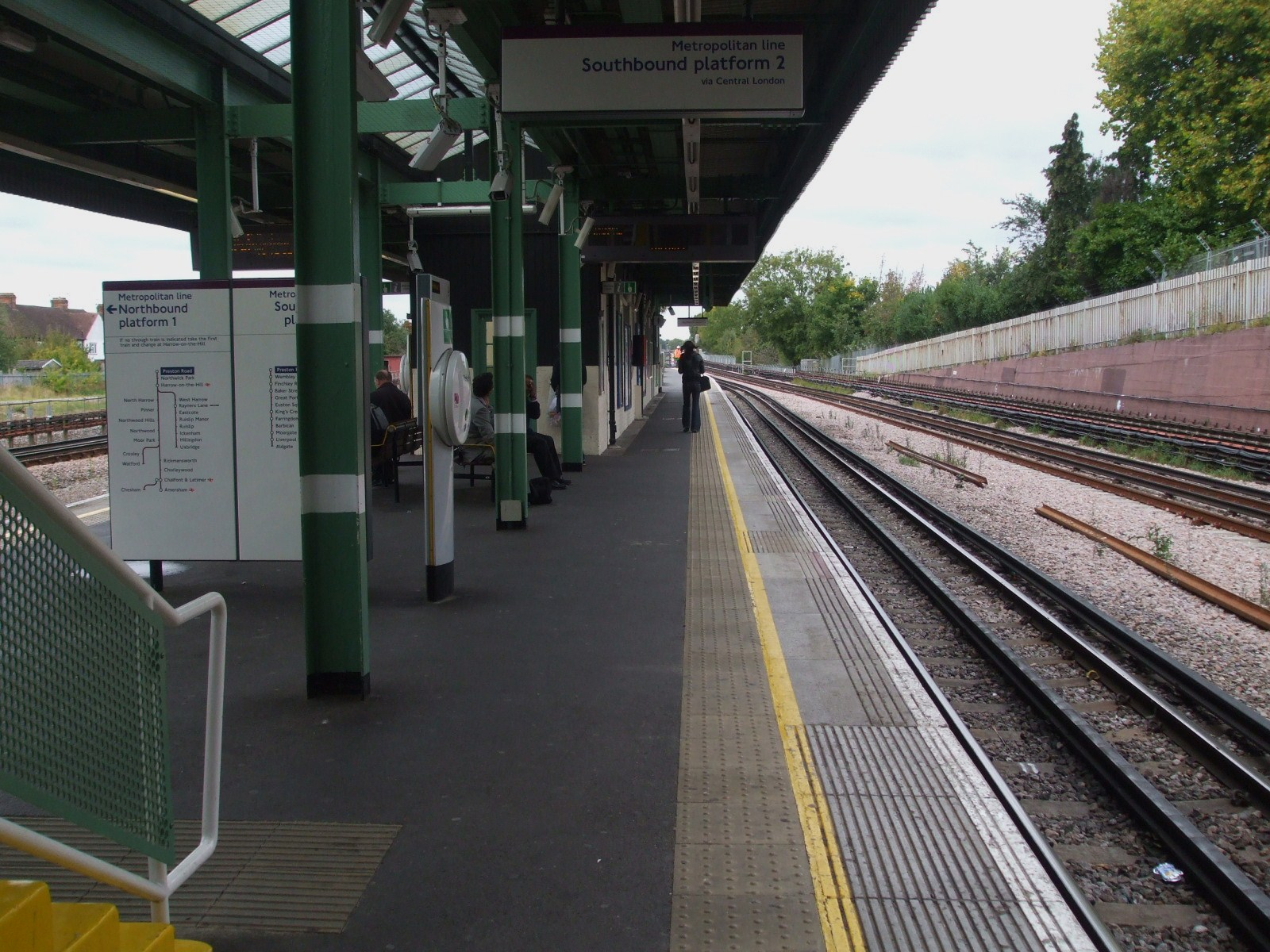
Plataforma no sentido sul voltada para o leste. A pista rápida/semirrápida no sentido sul fica à direita.
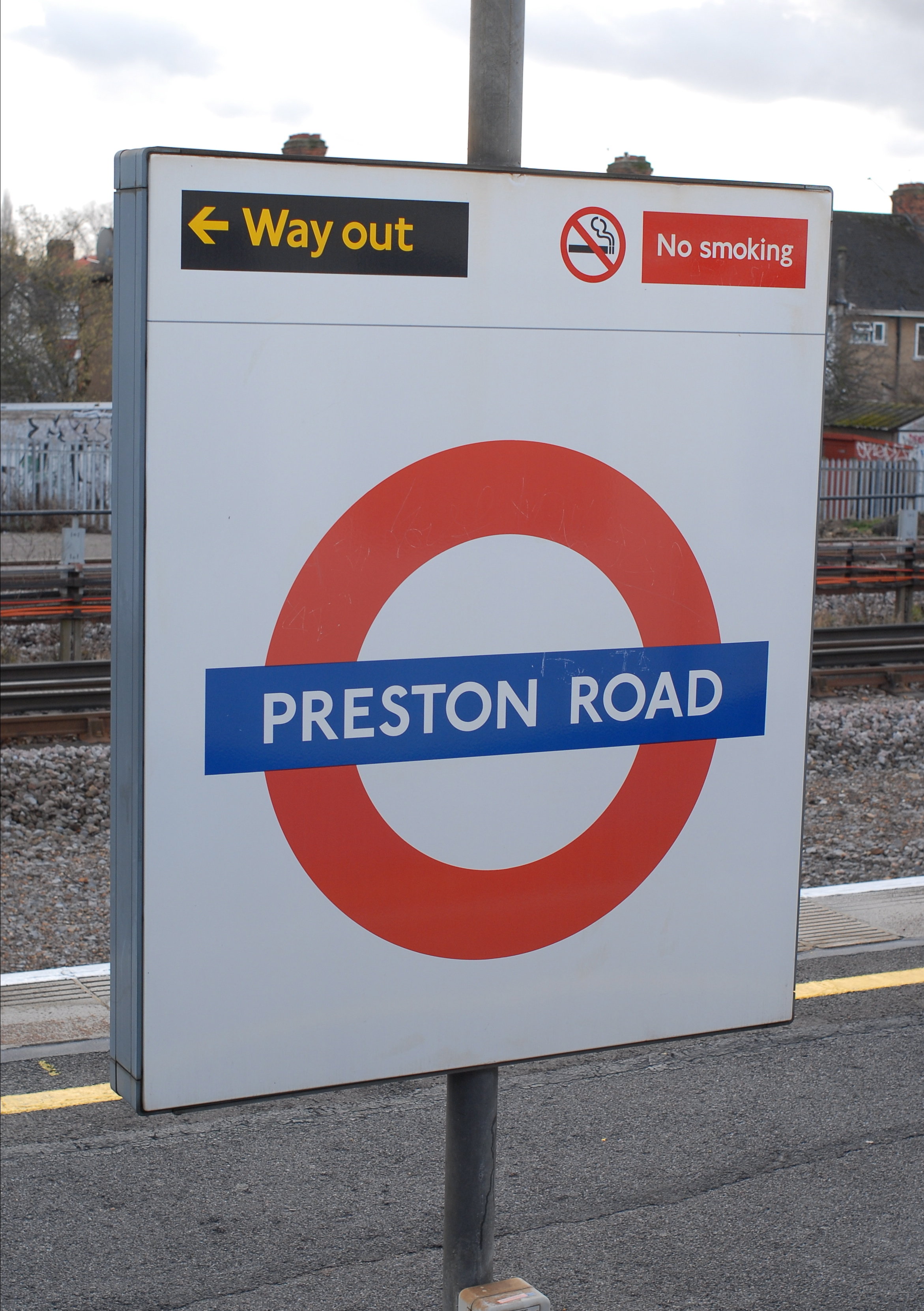
Rodada de plataforma de estação